# Vila Franca do Campo (îlot)
L'îlot Vila Franca do Campo ou l'îlot Vila Franca, en portugais Ilhéu de Vila Franca do Campo, mieux connu sous le nom de Anel da Princesa, est un îlot portugais à proximité de l'île de São Miguel dans les Açores.
L'îlot, en réalité un archipel d'îlots, est composé de deux îlots principaux, le Grand et le Petit. Ces deux derniers sont les parties émergentes d'un ancien volcan dont le cône s'est affaissé après une probable éruption volcanique ; cet effondrement donne ainsi la caractéristique majeure de l'îlot, son cratère (bien que l'aiguille Farilhão attire également des touristes).
Situé non loin de la ville homonyme, l'îlot s'est vu limiter le nombre de touristes autorisés à poser pied sur terre pour prévenir les dégradations sur l'îlot qui est un refuge de premier plan dans les Açores pour la reproduction de certains oiseaux marins et migrateurs comme le puffin de Cory et différentes sternes.
L'îlot fut plausiblement découvert peu de temps après la découverte de l'île de São Miguel, entre 1426 et 1439. Dès lors, il fut utilisé comme terrain viticole sur ses hauteurs et connut d'autres activités humaines comme la coupe à la baleine.
La zone terrestre et maritime qui l'entoure est protégée par la Commission Européenne et les plans environnementaux attachés comme le projet LIFE mais aussi par le gouvernement des Açores et des municipalités de l'île situées en face de l'îlot. Il attire de nombreux scientifiques qui viennent étudier le développement de certaines espèces végétales et animales des Açores et luttent contre certaines espèces invasives et étrangères comme l'Arundo donax. Pour conserver l'environnement, les touristes ne sont autorisés à se promener qu'autour du cratère.

## Géographie

### Description du site
L'îlot peut être divisé en deux zones : le Grand Îlot composant la majorité de l'îlot, composé de dépôts pumicés à composition trachyte; et le Petit Îlot où se situent toutes les infrastructures humaines.
Il est marqué par un cratère volcanique sous eau,, âgé de 4 000 ans, de tufs de palagonites stratifiés datant du quaternaire, période de l'Holocène,, et mesurant 150 mètres de diamètre. Il est situé en son centre avec plusieurs parties communicantes avec l'Océan Atlantique dont un chenal. Une plage de sable se situe à l'ouest du cratère, attirant de nombreux touristes.
Trois autres îlots plus petits composent l'archipel de l'îlot, tous situés sur le côté oriental ; on y trouve le Farilhão culminant à 32,5 mètres et le Baixa da Cozinha culminant à 19,4 mètres. Il a une aire d'environ sept hectares (plus précisément 61 640 m2 ou 6,2 ha,) et culmine à 62 (ou 62,5) mètres au-dessus du niveau de la mer, (le petit îlot culmine quant à lui à 34 mètres). Sa longueur principale est d'environ 420 mètres et sa largeur est de 350 mètres (le diamètre du petit îlot est de 100 mètres).

Géologiquement, l'îlot est composé de sédiments mous, de roches plates, de falaises (souvent abruptes et décrites comme andosols, pouvant atteindre 200 centimètres de profondeur, et leptosols), d'agrégations de rhodolites, de tunnels sous les roches (nommés « golas ») et de terrasses.

Aspects de l'îlot
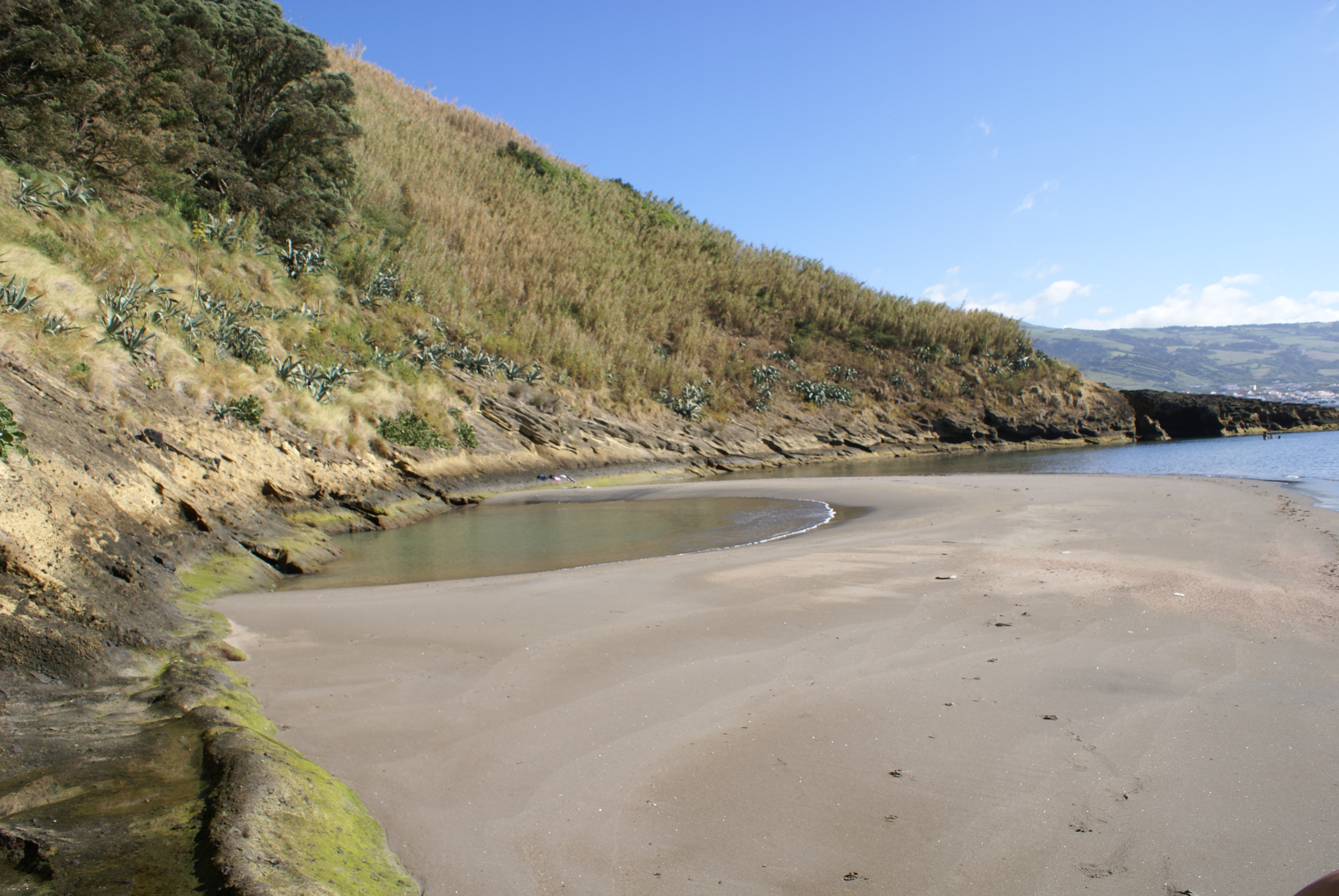
Banc de sable
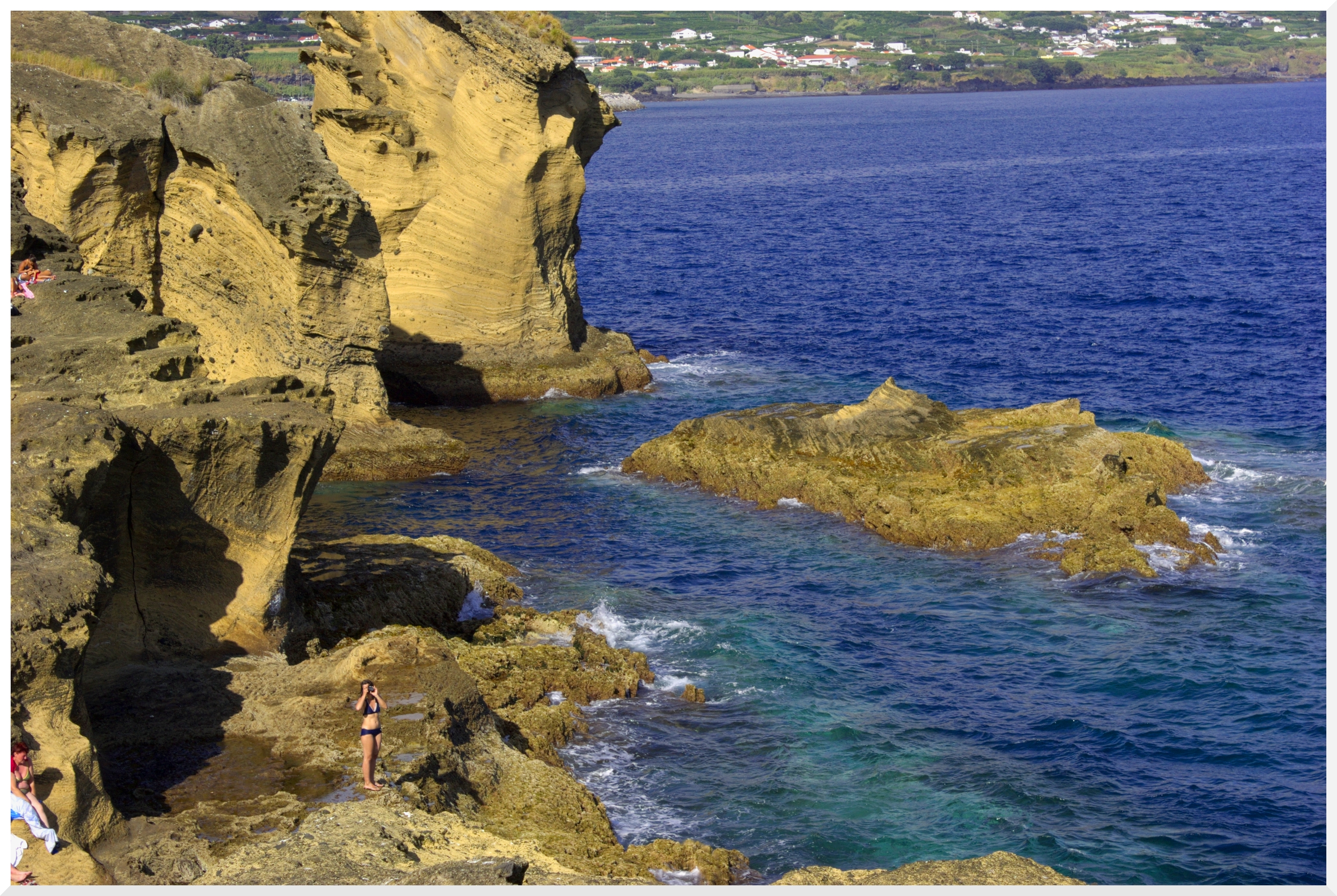
Aspects géologiques du côté océanique
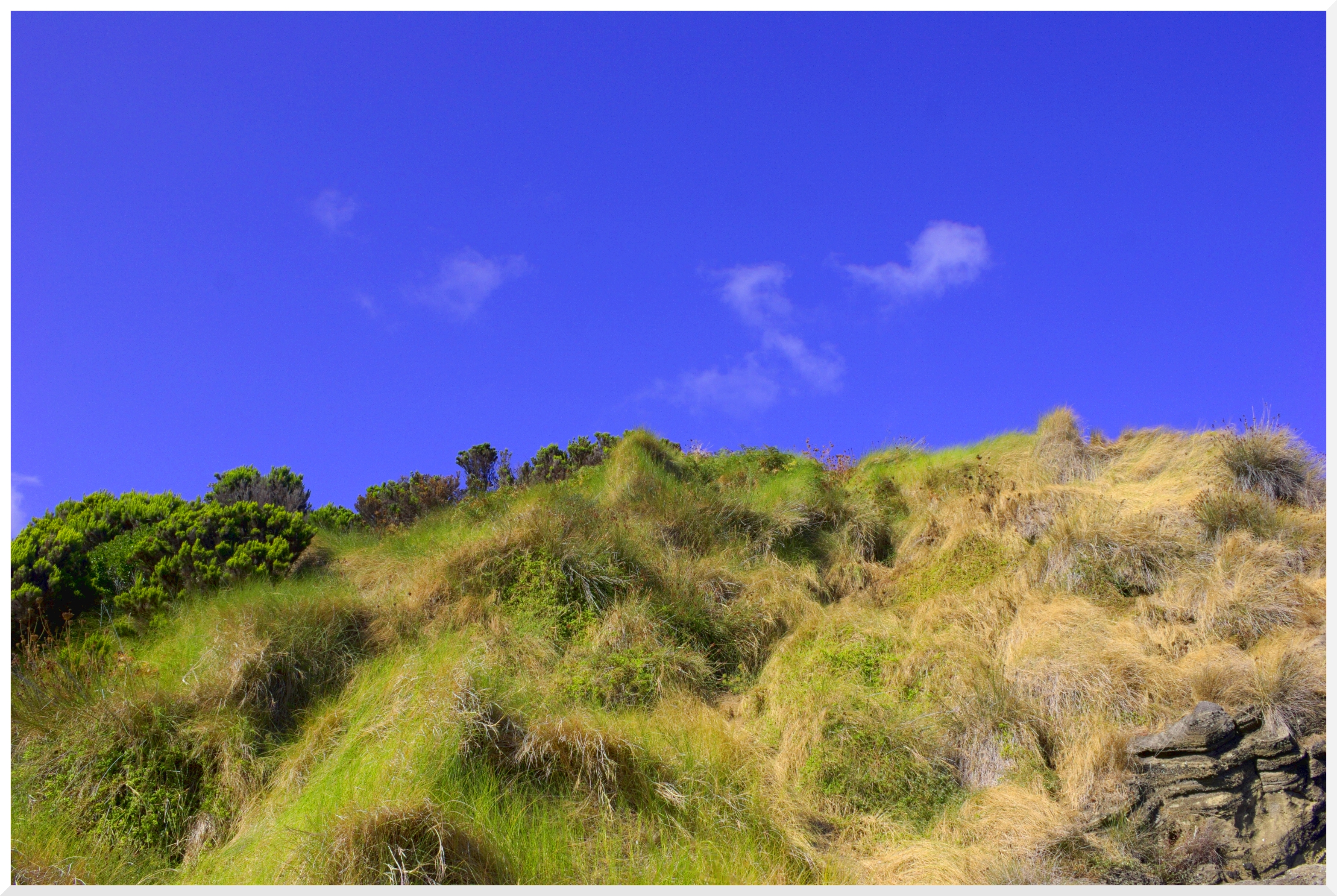
Sommet
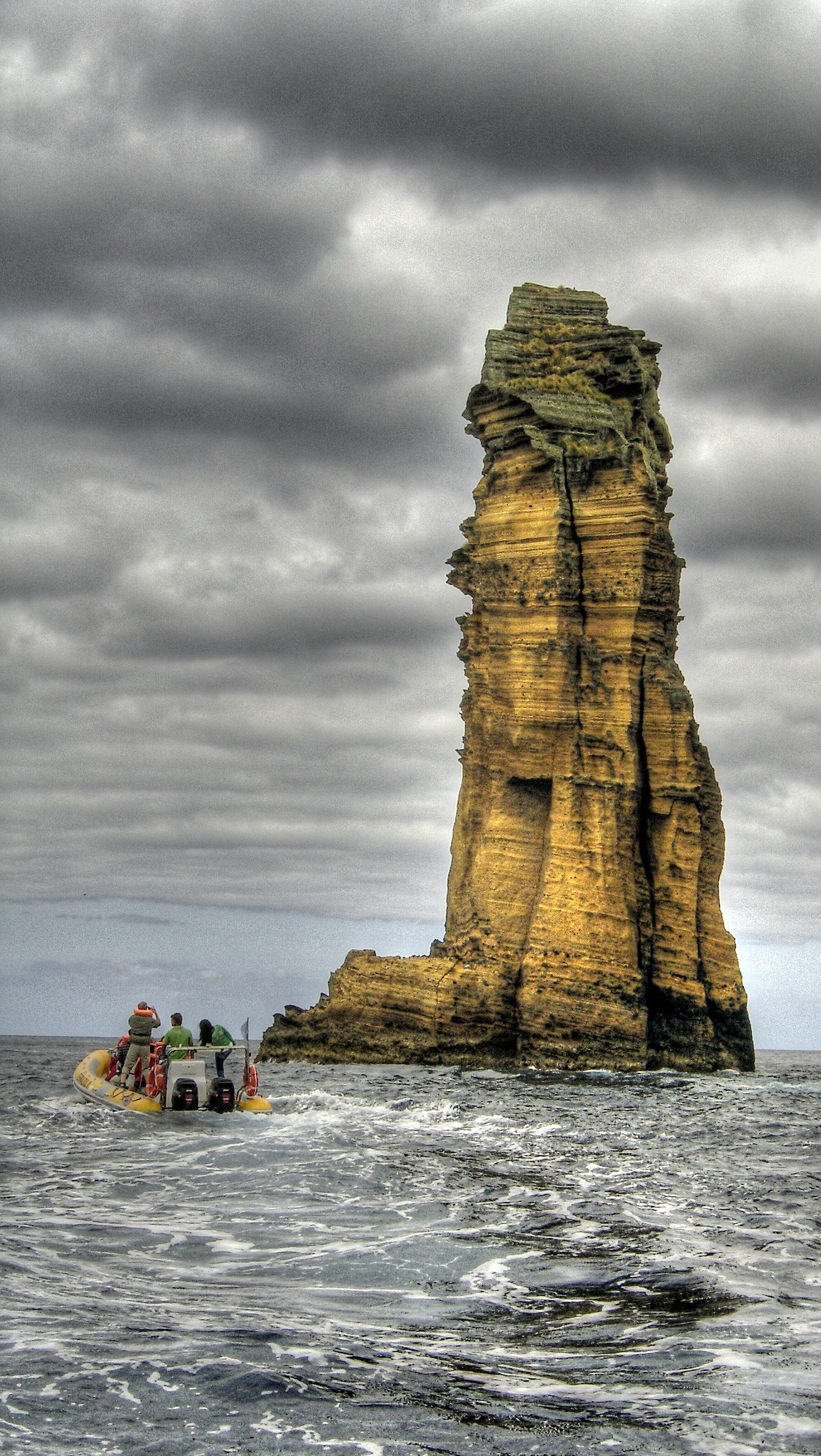
Farilhão
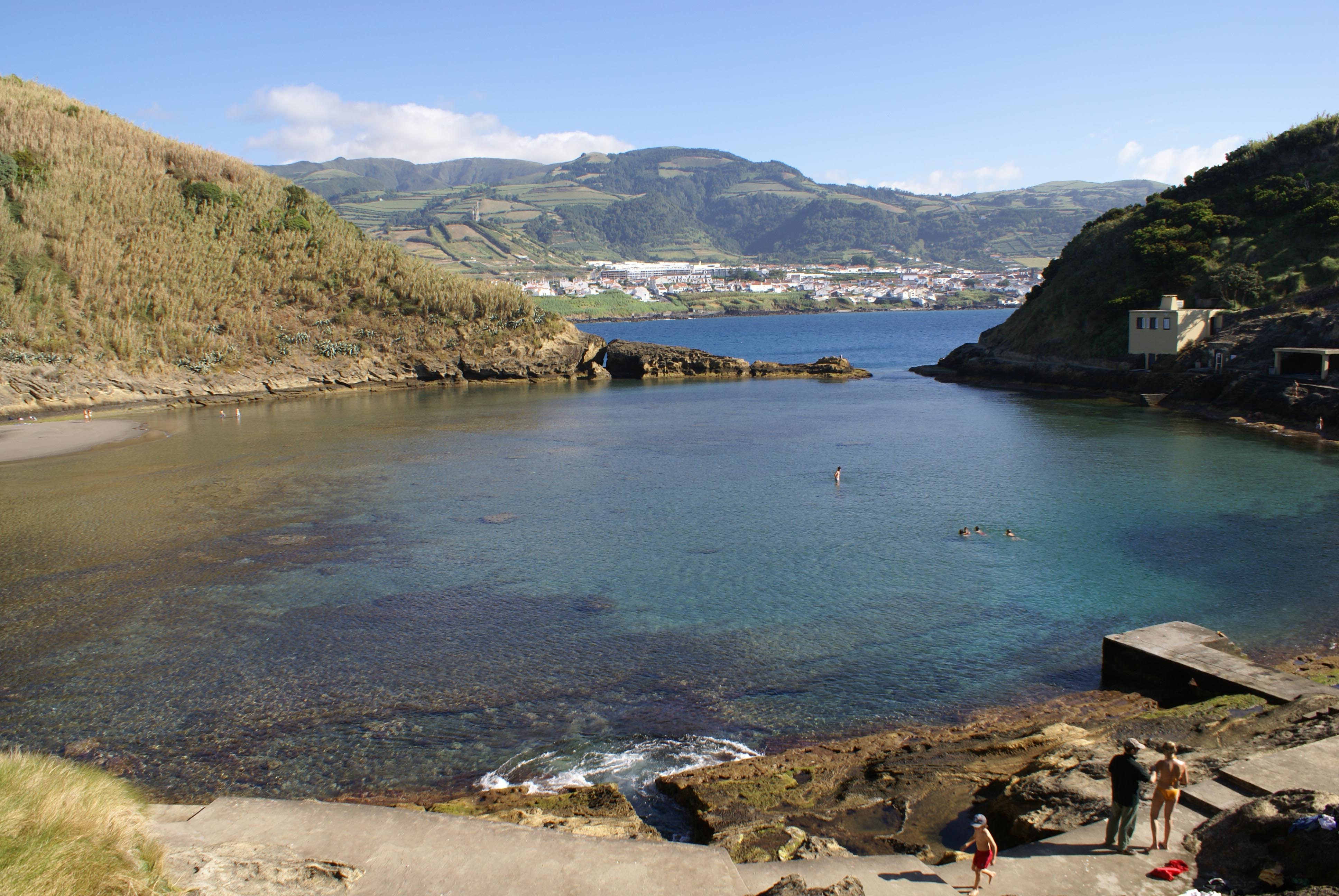
Cratère volcanique

### Infrastructures

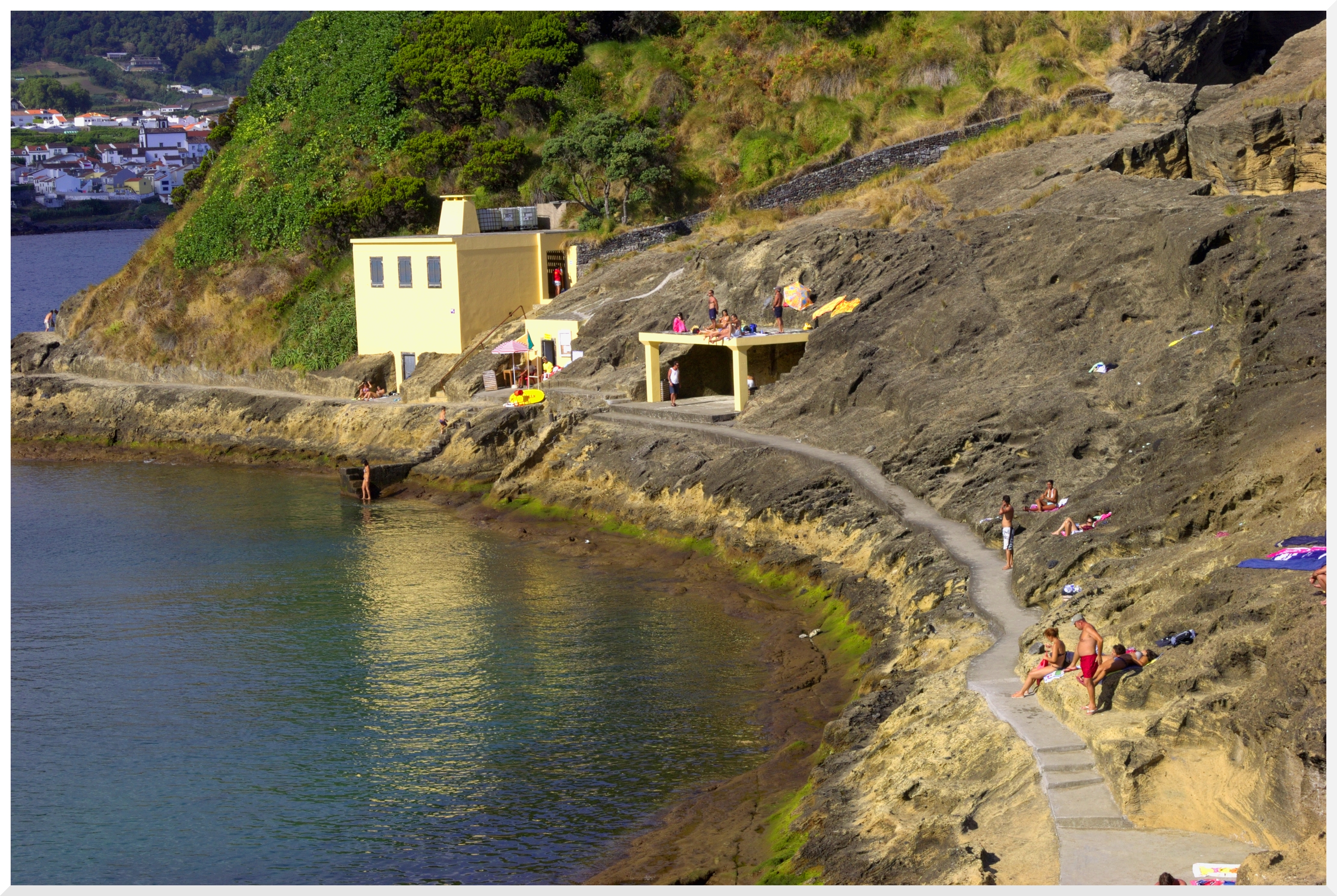
Les infrastructures humaines sur le côté est du cratère.

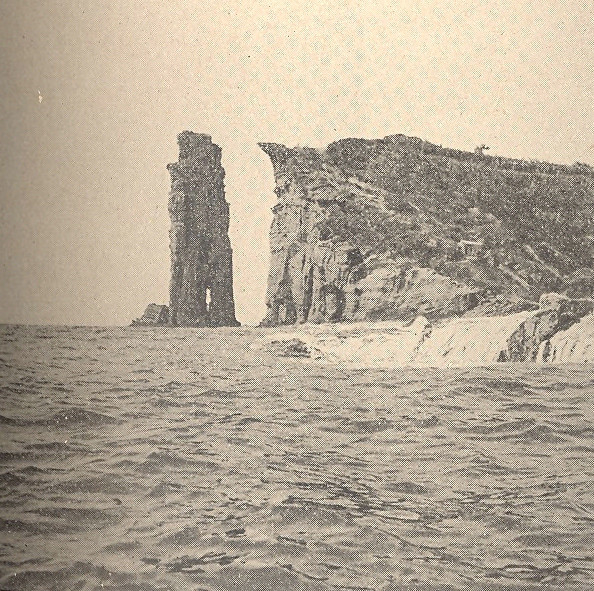
Photo datant de 1907 montrant l'aiguille de l'îlot.

L'accès à l'îlot se fait uniquement par bateau (avec six passagers maximum) et uniquement depuis le port de plaisance de la ville de São Miguel. Le quai, de petite taille, se situe au nord de l'îlot. Un chenal permet de rentrer dans le cratère,. Les infrastructures humaines sont majoritairement présentes du côté oriental de l'îlot. On y trouve deux bâtiments qui sont reliés par un chemin au quai et à un site de plongée au sud du cratère ainsi qu'à une jetée.

## Histoire
Le cratère, qui est la caractéristique principale de l'îlot, a vu le jour à la suite de nombreuses éruptions volcaniques sous-marines de faible profondeur pendant l'Holocène.

L'îlot doit son nom à la ville homonyme qui se trouve juste en face (à un kilomètre) sur la côte australe de l'île de São Miguel : Vila Franca do Campo. Cette ville connaît un grand essor économique et démographique peu de temps après les premiers peuplements permanents portugais sur l'île en devenant sa capitale. C'est l'autorité royale portugaise qui donnera la distinction de vila à la ville (d'autres se voient attribuer la distinction de cidade) en 1522.

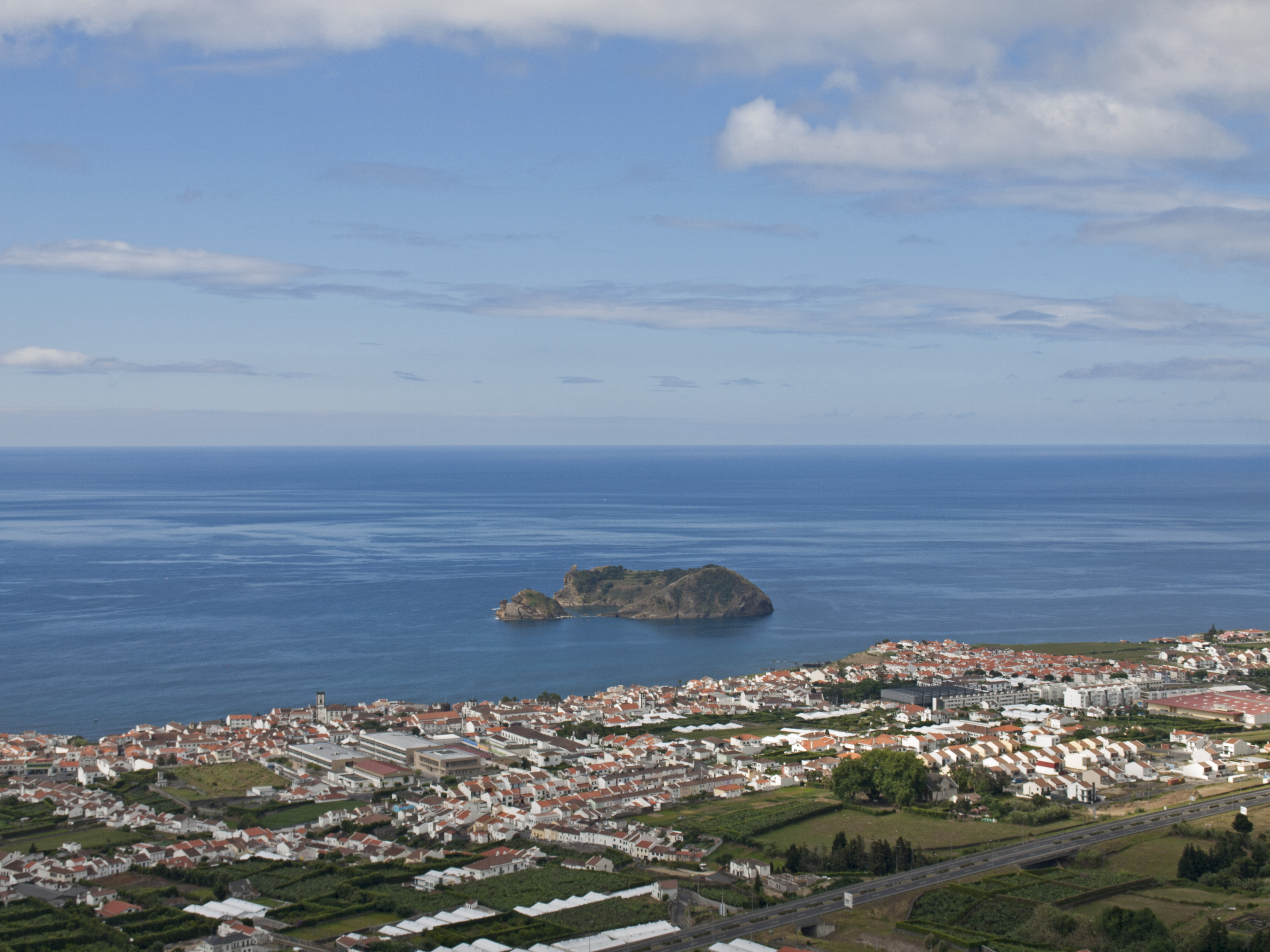
Vue de l'ancienne capitale Vila Franca do Campo et de l'îlot, donnant sur l'Océan Atlantique.

La même année, le 22 octobre 1522, la région est touchée par un tremblement de terre important qui dévasta entièrement la ville côtière. Ce séisme créa un raz-de-marée (un tsunami) et dévasta en partie l'îlot et endommagea quelques bateaux accostés à ce dernier.
Depuis sa découverte, l'îlot fut utilisé en tant que site de plantation de vignes (jusqu'aux années 1960), de fortification militaire, de port d'embarcations, de coupe de baleines et d'élevage de bétail. À partir de 1933, son cratère commence tout doucement à attirer des baigneurs qui, en 2008, après la mise en place de l'îlot en tant que zone protégée pour la gestion des habitats et des espèces, se voient restreindre l'accès au cratère, avec une capacité de 400 baigneurs par jour (entre juin et septembre), ce qui ne permet pas aux scientifiques d'évaluer la qualité de l'environnement de l'îlot.
Avant 2008, l'îlot était déjà soumis à des protections comme en 1983,,,, où il devient une réserve naturelle puis, en 2004, cette réserve est agrandie pour englober la zone maritime située dans un périmètre de 350 mètres autour de l'îlot. En 1989, il devient propriété de l'État du Portugal. Il fait actuellement partie du parc naturel de l'île de São Miguel. Toutes ces protections ne servent pas seulement à protéger la faune et la flore mais également les propriétés physiques et le patrimoine paysager du site.

## Population et tourisme
L'îlot fait partie du concelhos de Vila Franca do Campo mais l'îlot n'est pas habité en permanence. En revanche, il accueille quelques visiteurs dans des zones restreintes, autour du cratère,, pour essayer de laisser la végétation indigène et la faune, intacts malgré la présence d'un roseau invasif. En 2015, une étude menée par P. Arsénio, de l'Institut Supérieur d'Agronomie de Lisbonne (Instituto Superior de Agronomia), détermina un nouvel espace pour les touristes en analysant la lithologie, la géomorphologie et la pédologie du site.

Le tourisme sur le site est d'autant plus fort depuis 2012, date à laquelle l'une des étapes du championnat mondial de plongeon de haut vol, le Red Bull Cliff Diving, se déroule sur l'îlot,. Les sauts sont effectués à des hauteurs comprises entre 21 et 27 mètres du côté océanique. En 2019, l'épreuve s'est déroulée le 22 juin ; depuis, l'épreuve n'a pas eu lieu en raison de la pandémie de Covid-19.

Tourisme sur l'îlot
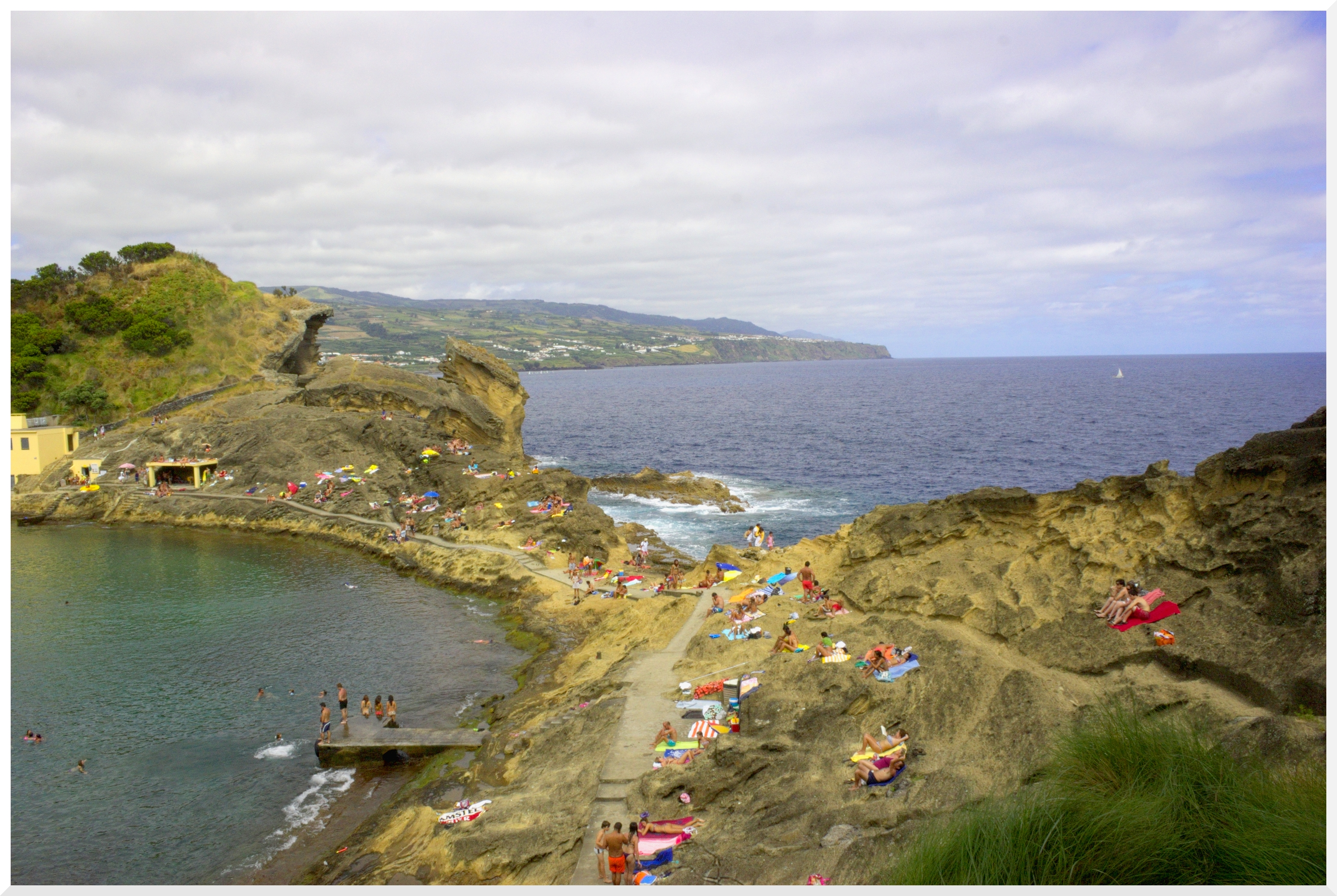
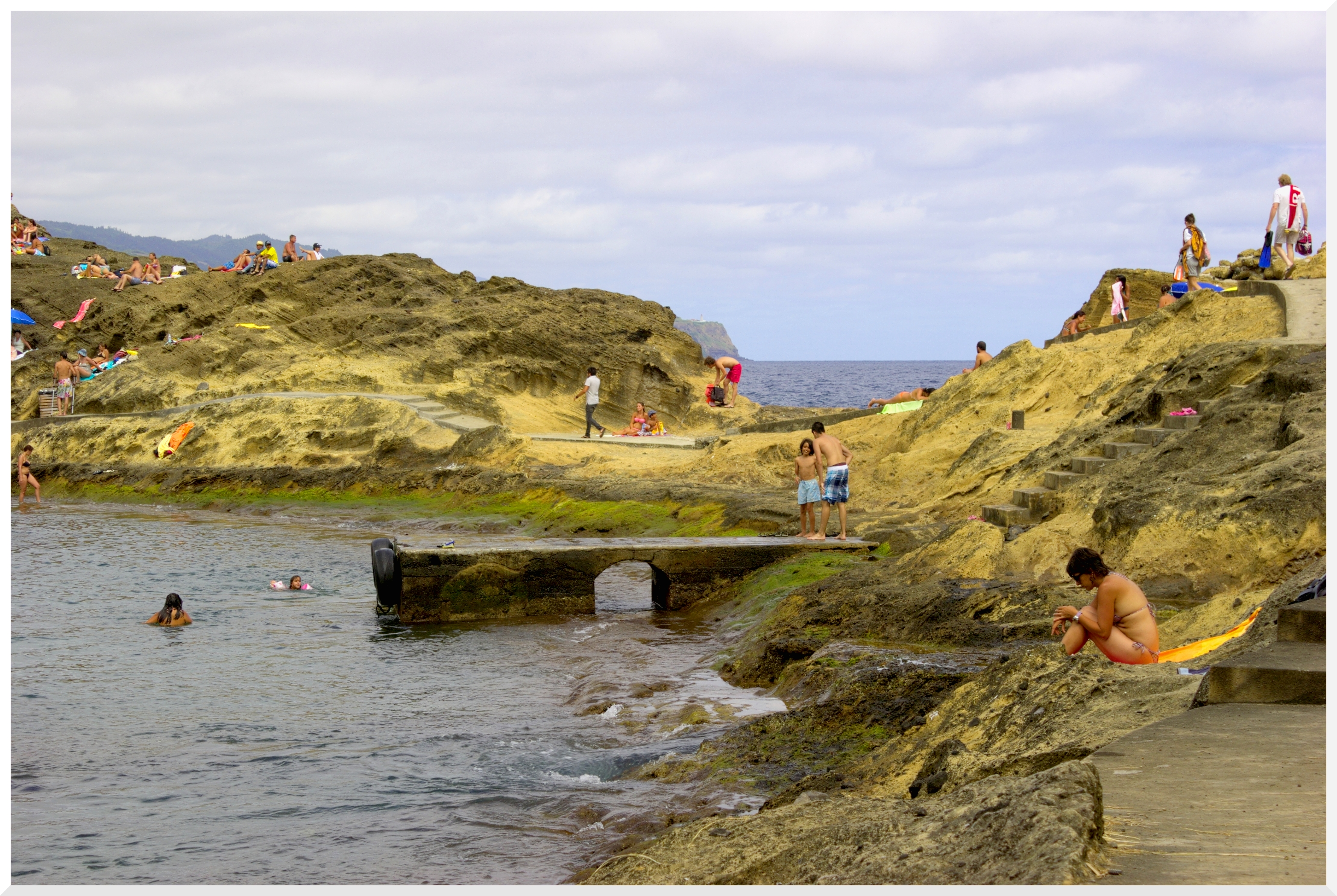
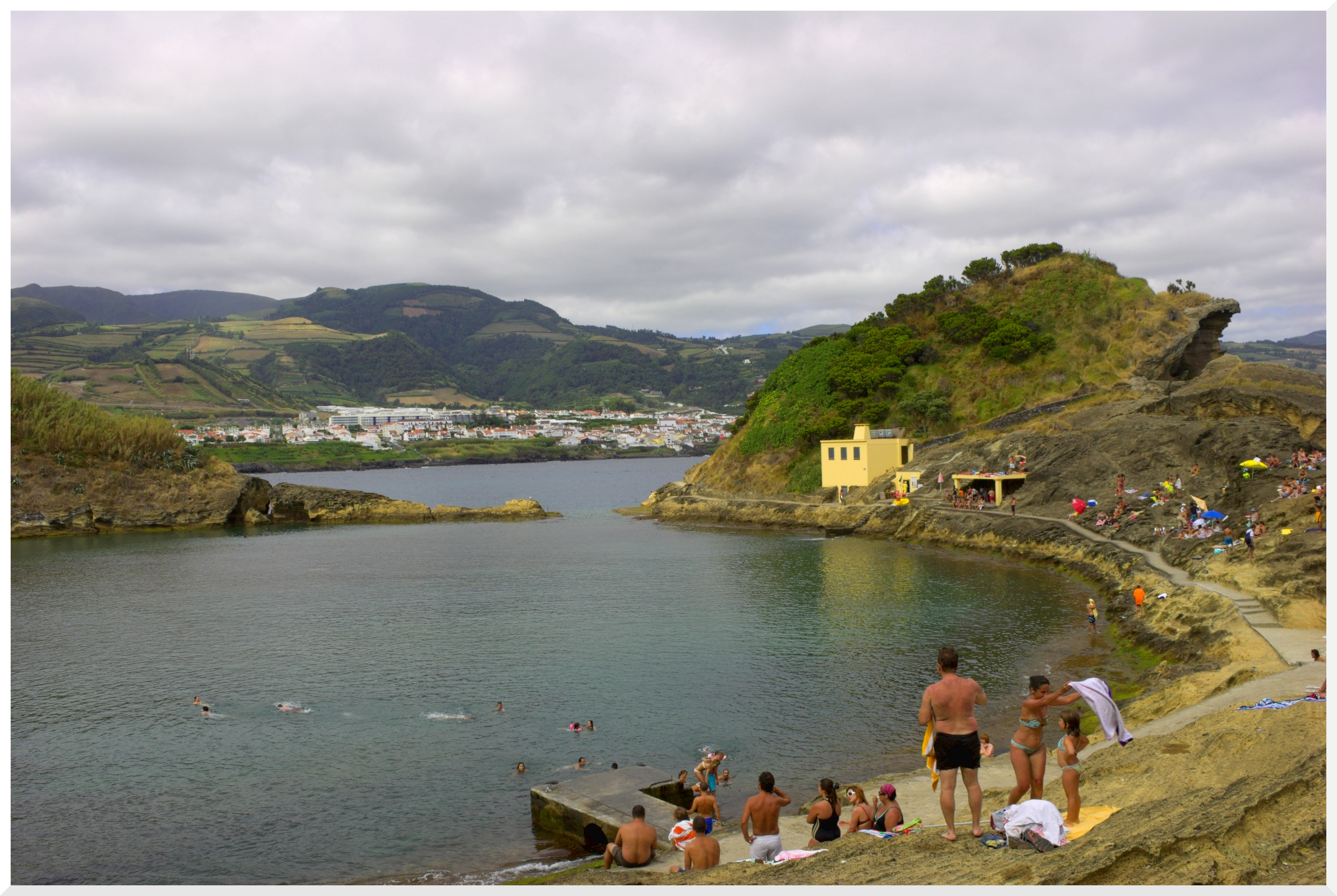
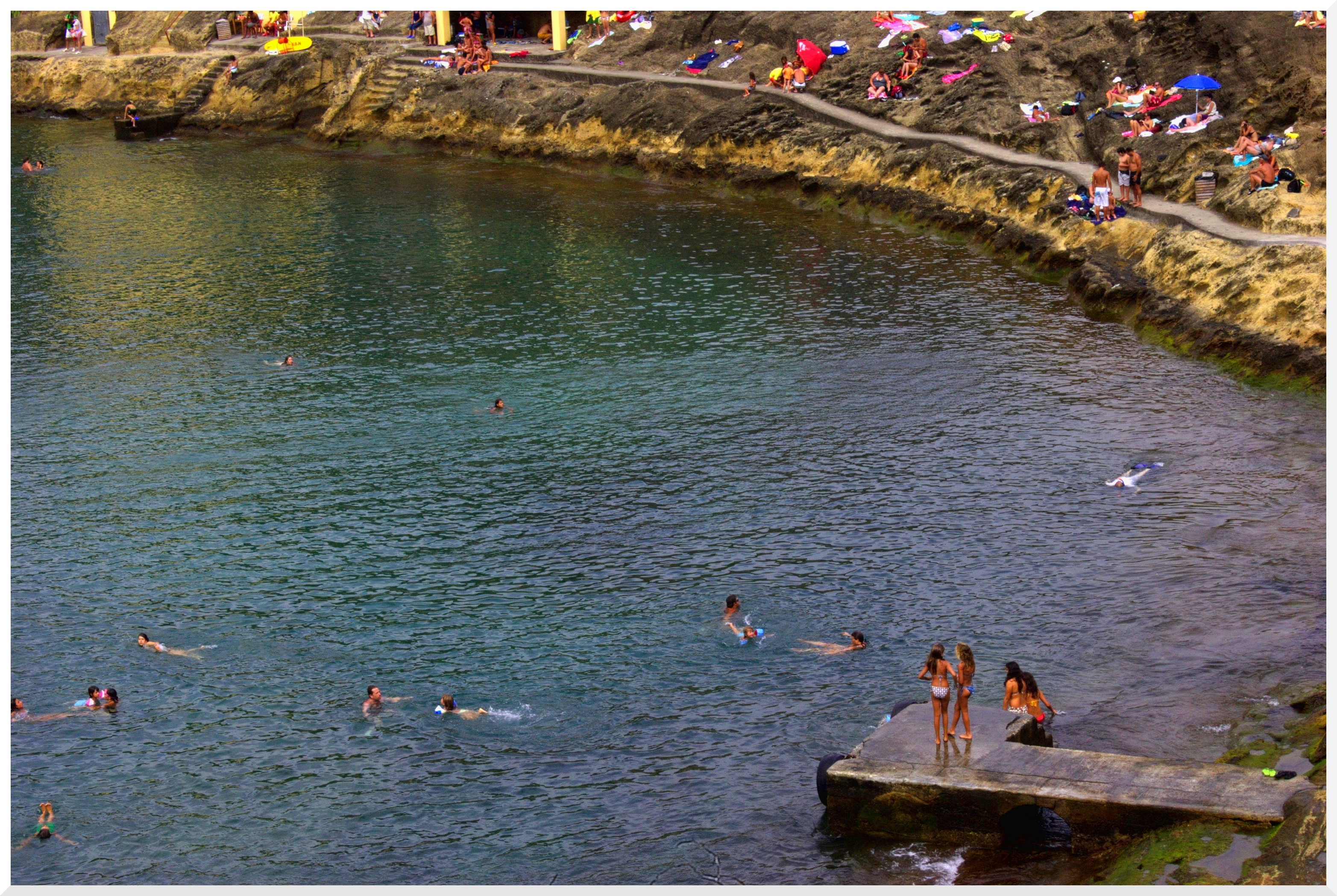
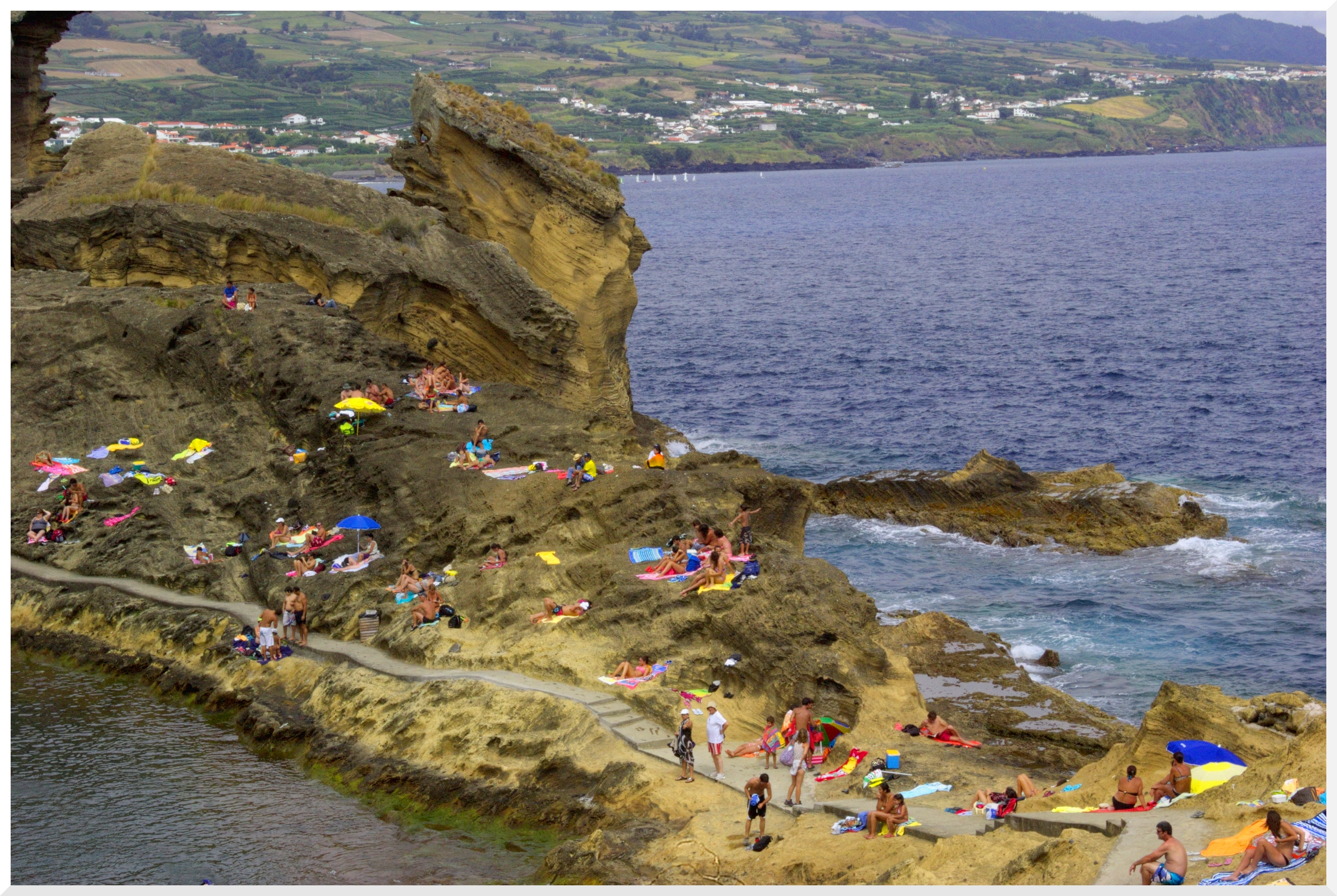

## Faune et flore

### Faune

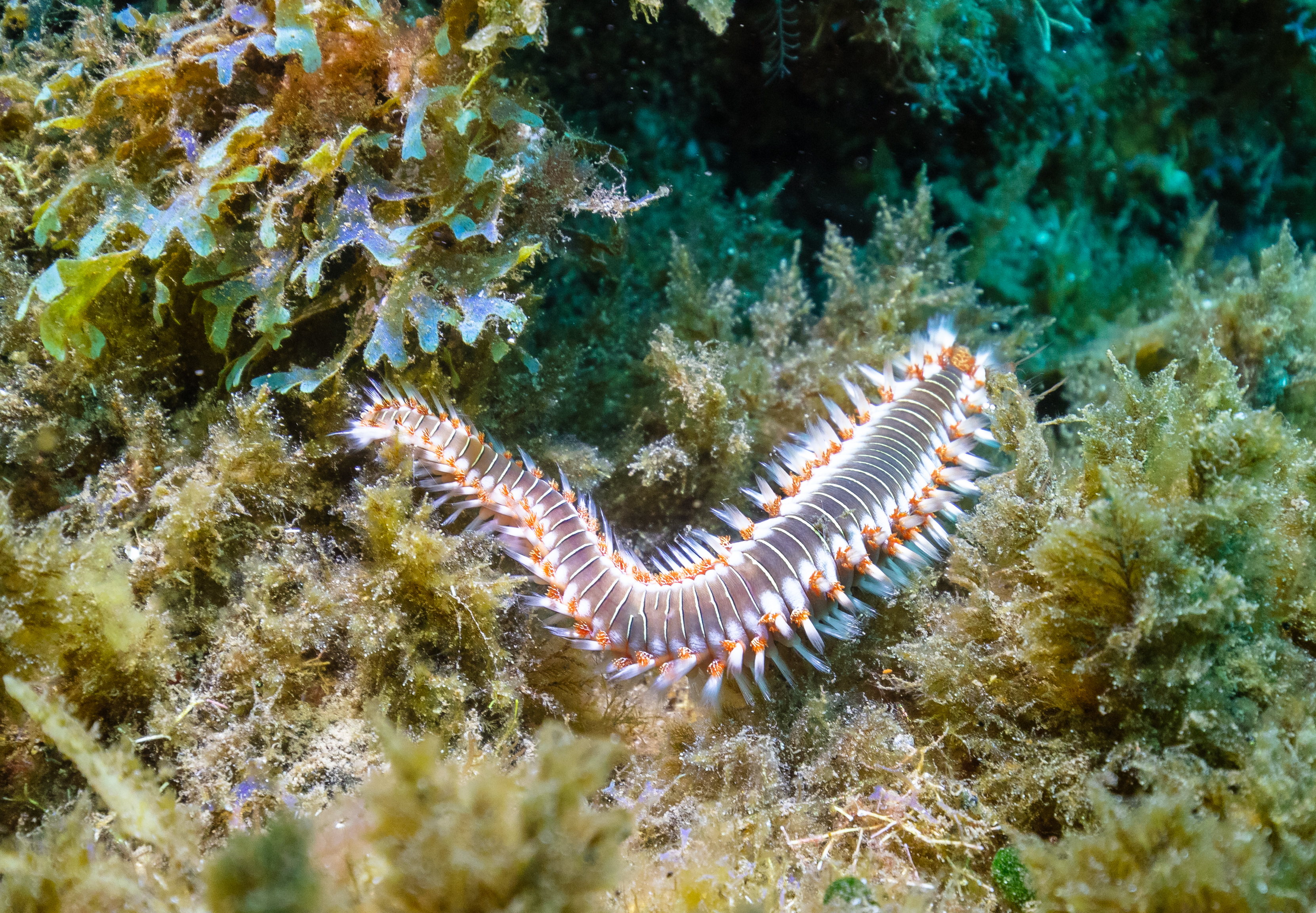
Un Hermodice carunculata dans les eaux portugaises.

Dans un document écrit par Gérard Bella, membre de la Station marine d'Endoume, on y apprend que le 6 juillet 1969,, des plongeurs ont trouvé (toutes profondeurs confondues) : deux Hermodice carunculata sur la côte sud de l'îlot ; un Hermodice carunculata et un Hipponoe gaudichaudi dans et sur un banc de sable du lagon intérieur de l'îlot ; un Lumbrineris funchalensis, un Spiophanes bombyx, vingt Clymene Cerstedi et deux Naineris laevigata (nl) dans le lagon interne. Vingt jours plus tard, le 26 juillet 1969, ils découvrent, tous dans le lagon interne (toutes profondeurs confondues) : onze Lepidonotus clava (sv), trois Lumbrineris funchalensis, deux Hermodice carunculata, trois Scalisetosus pellucidus, un Euphrosyne foliosa (war), cinq Syllis prolifera (en), un Syllis hyalina (war), dix-sept Nereis rava, un Thelepus cincinnatus (en), un Pontogenia chrysocoma (war), trois Syllis armillaris (war) et un Lysidice ninetta (sv).
Ces deux études de plongée répondent à la compréhension de la présence de différentes espèces dans les eaux de l'îlot et plus largement dans les eaux açoriennes. Par exemple, l'Hermodice carunculata est une espèce largement présente dans les eaux des mers tempérées chaudes. On y trouve également des espèces originaires des Îles britanniques comme la Syllis prolifera.

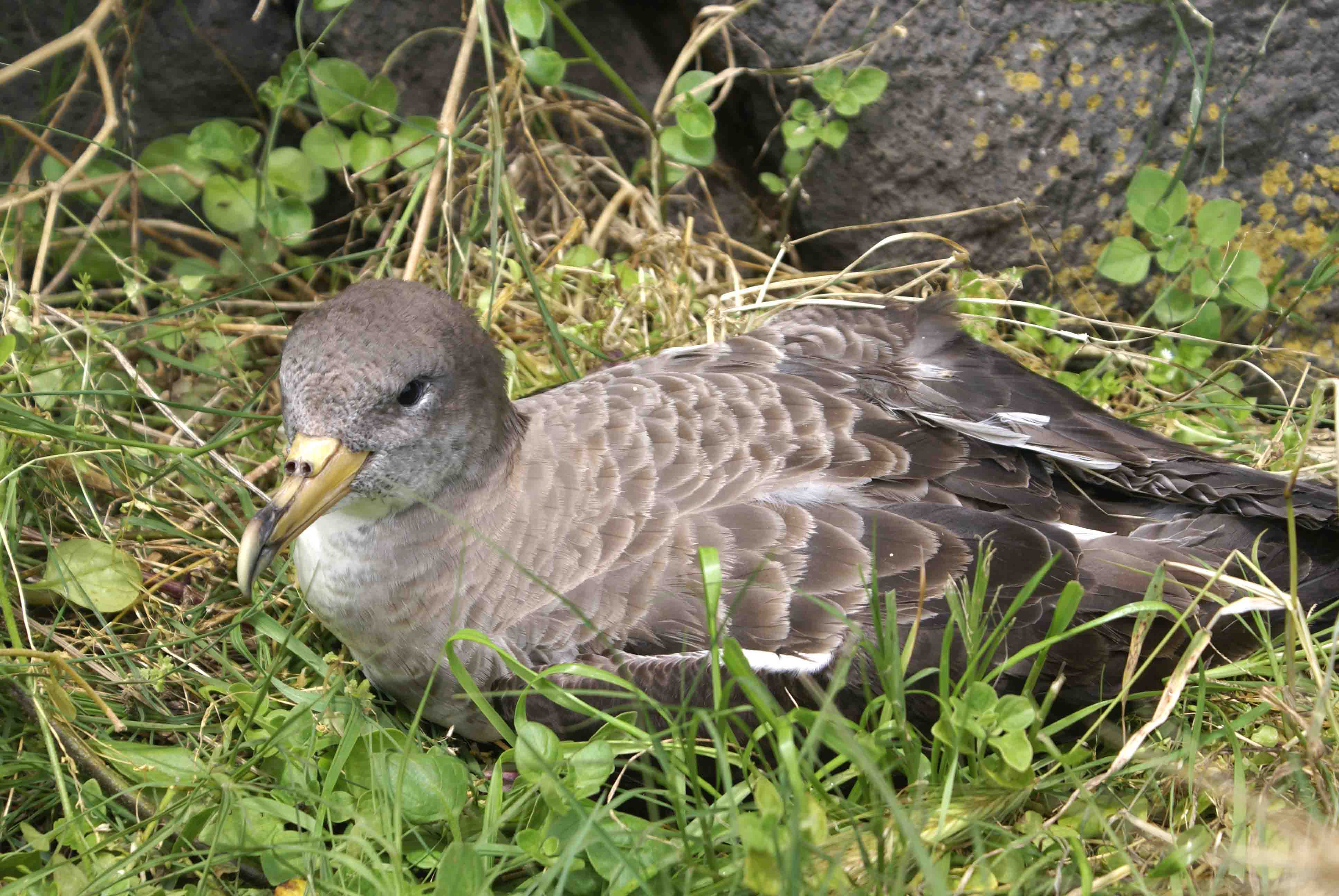
Un puffin de Cory en train de couver.

Les falaises des grandes îles açoriennes mais également et surtout les îlots, exemptés de la présence de mammifères nuisibles et introduits, permettent la reproduction d'au moins sept espèces d'oiseaux, dont le puffin de Cory qui se reproduit surtout sur les îlots açoriens et donc sur l'îlot de Vila Franca,,. Outre le puffin, on peut citer la sterne pierregarin, (qui niche sur le Farilhão et la Baixa da Cozinha) et l'océanite tempête dont L. Monteiro, en 1999, relèvera au moins une dizaine de couples mais aussi, en moindre mesure, le petit puffin et la sterne de Dougall. Pour dénombrer les oiseaux, des tours en bateau composés de scientifiques ont eu lieu six fois par jour pendant un certain temps ; le but étant de dénombrer le nombre d'oiseaux nichant sur l'îlot et le nombre d'oiseaux le survolant,.

Dans le cratère, on trouve des espèces aquatiques comme des mollusques bivalves (par exemple, l'Ervilia castanea (de)) et d'autres crustacés et polychètes. Au milieu des années 1990, António M. de Frias Martins avait répertorié au moins vingt-et-une espèces de mollusques dont trois seulement étaient endémiques des îles açoriennes. En plus de la rareté des mollusques endémiques, ceux-ci étaient très mal répartis sur l'îlot du fait que celui-ci soit « coupé » en deux avec un grand et un petit îlot ; en réalité, il n'est pas coupé en deux, c'est une bande de roche nue qui permet de joindre les deux îlots. Le problème pour les mollusques se rencontre alors sur cette bande qui n'est pas recouverte de plantes et en permet pas aisément le transfert naturel d'un côté à l'autre de l'îlot pour les mollusques.

Poissons photographiés dans le lagon de l'îlot
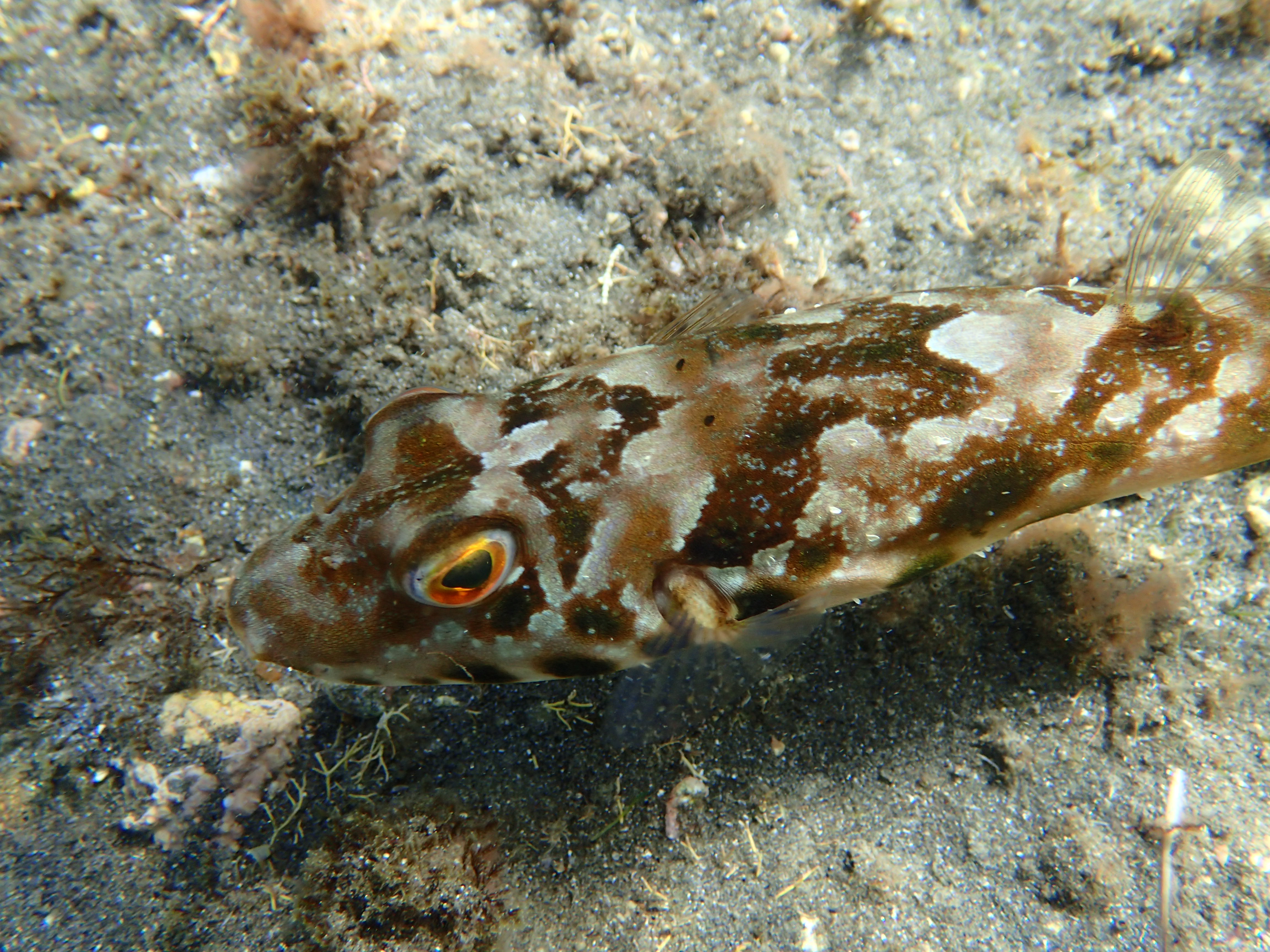
Arothron meleagris
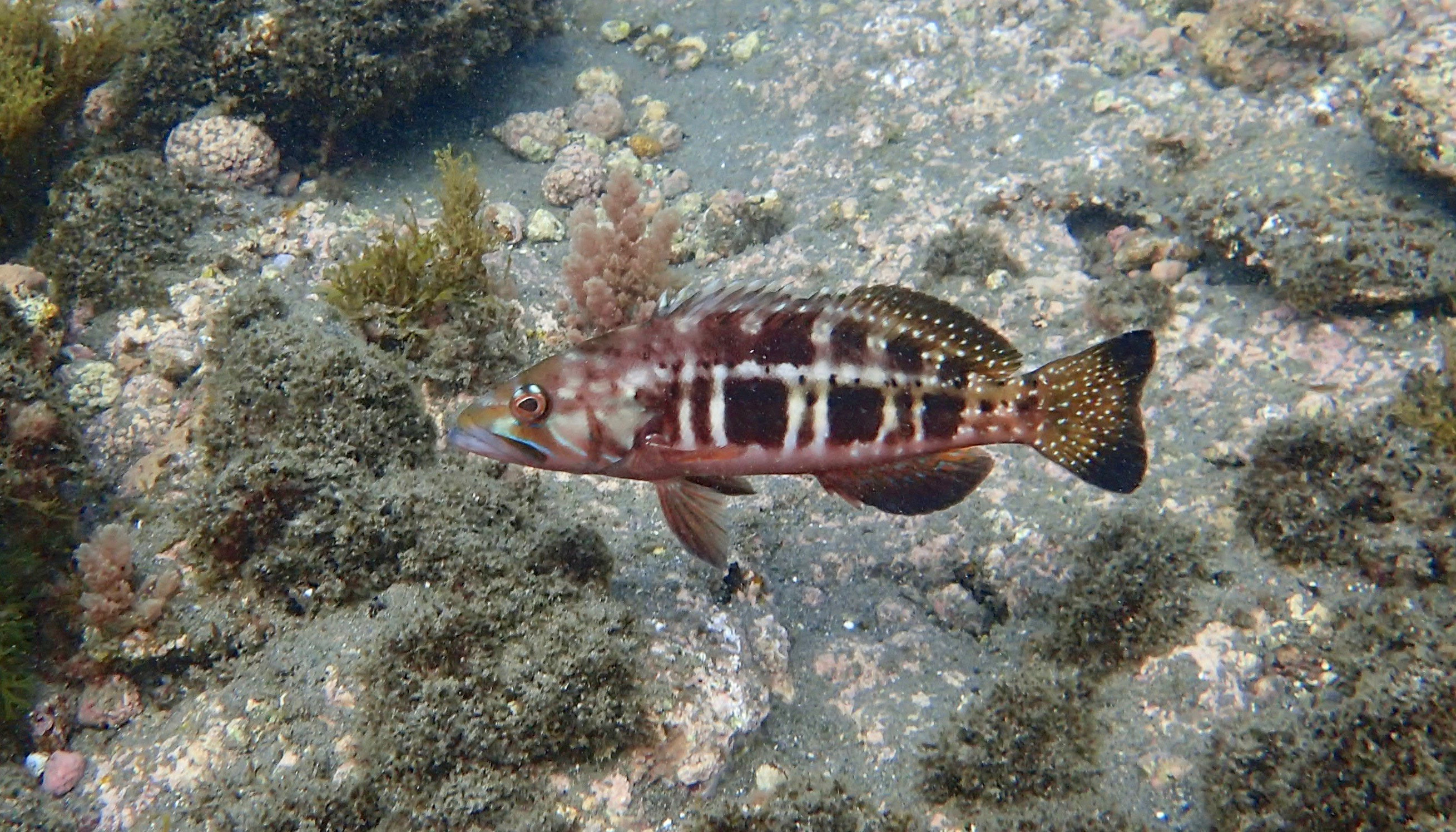
Serranus atricauda
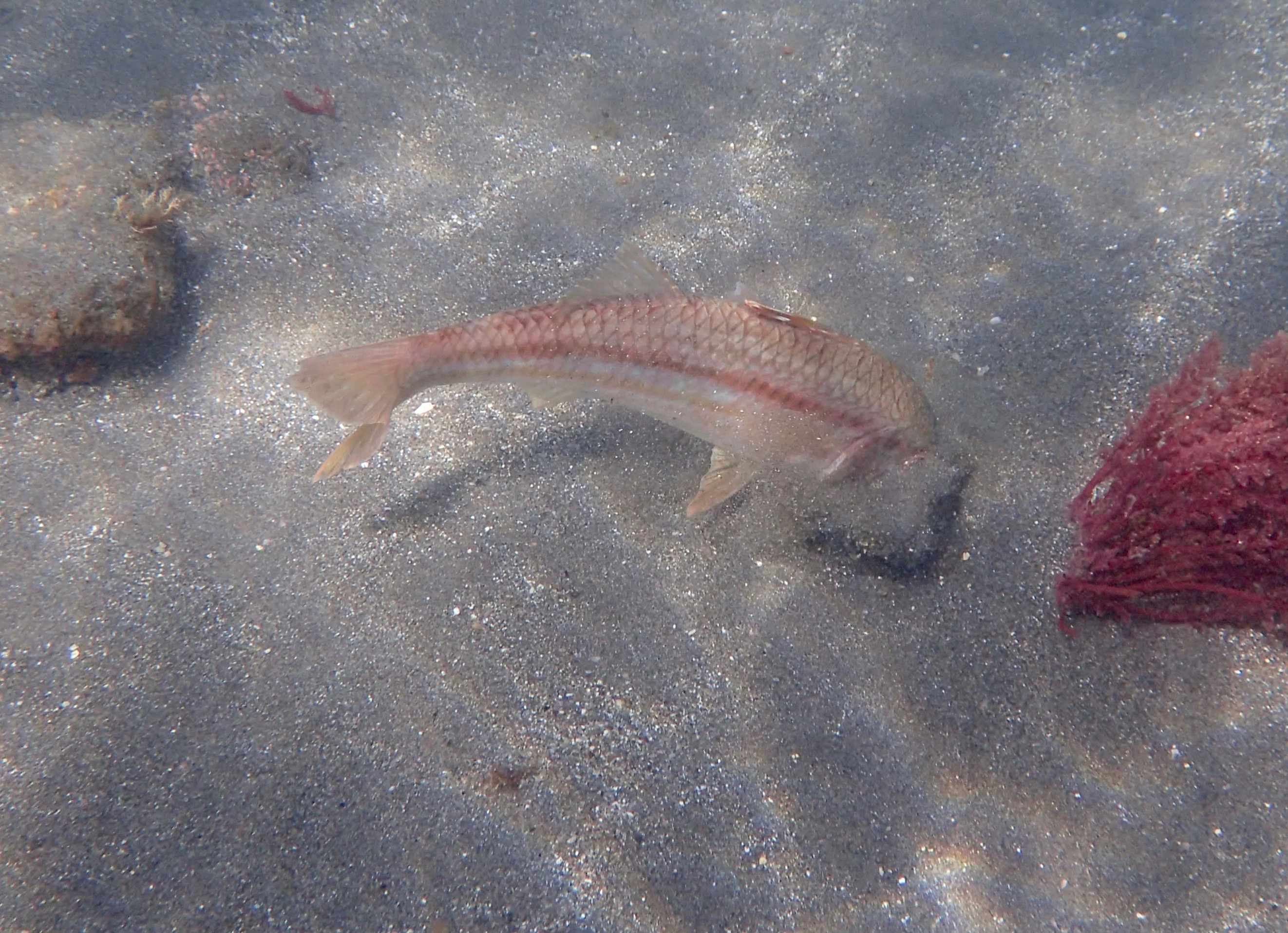
Mullus surmulentus

Il y a surtout des poissons côtiers qui viennent s'y installer le temps de la reproduction ; c'est le cas notamment pour le Thalassoma pavo, le Coris julis, le Symphodius caeruleus, le Diplodus sargus, la Sarpa salpa, le Chromis limbata (en), le Sphoeroides marmoratus et le Sparisoma cretense. Mais la faune aquatique ne s'arrête pas seulement aux profondeurs du cratère, il est en effet possible de croiser près des rochers l'Abudefduf luridus (en), la Muraena helena et Muraena augusti (en), la Scorpaena maderensis (en) et notata, le Parablennius ruber (en), le Tripterygion delaisi et le Gobius paganellus.

Poissons se reproduisant dans le cratère
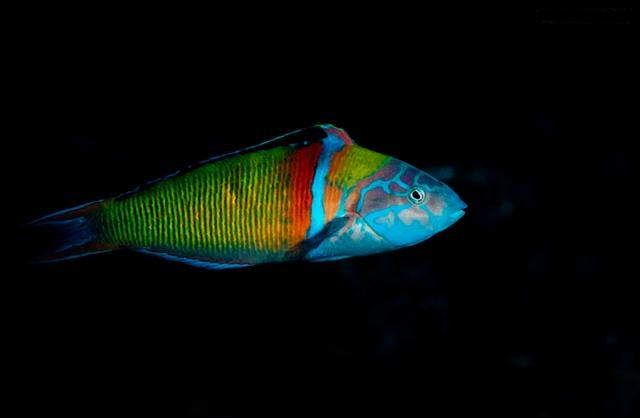
Thalassoma pavo dans les eaux açoriennes
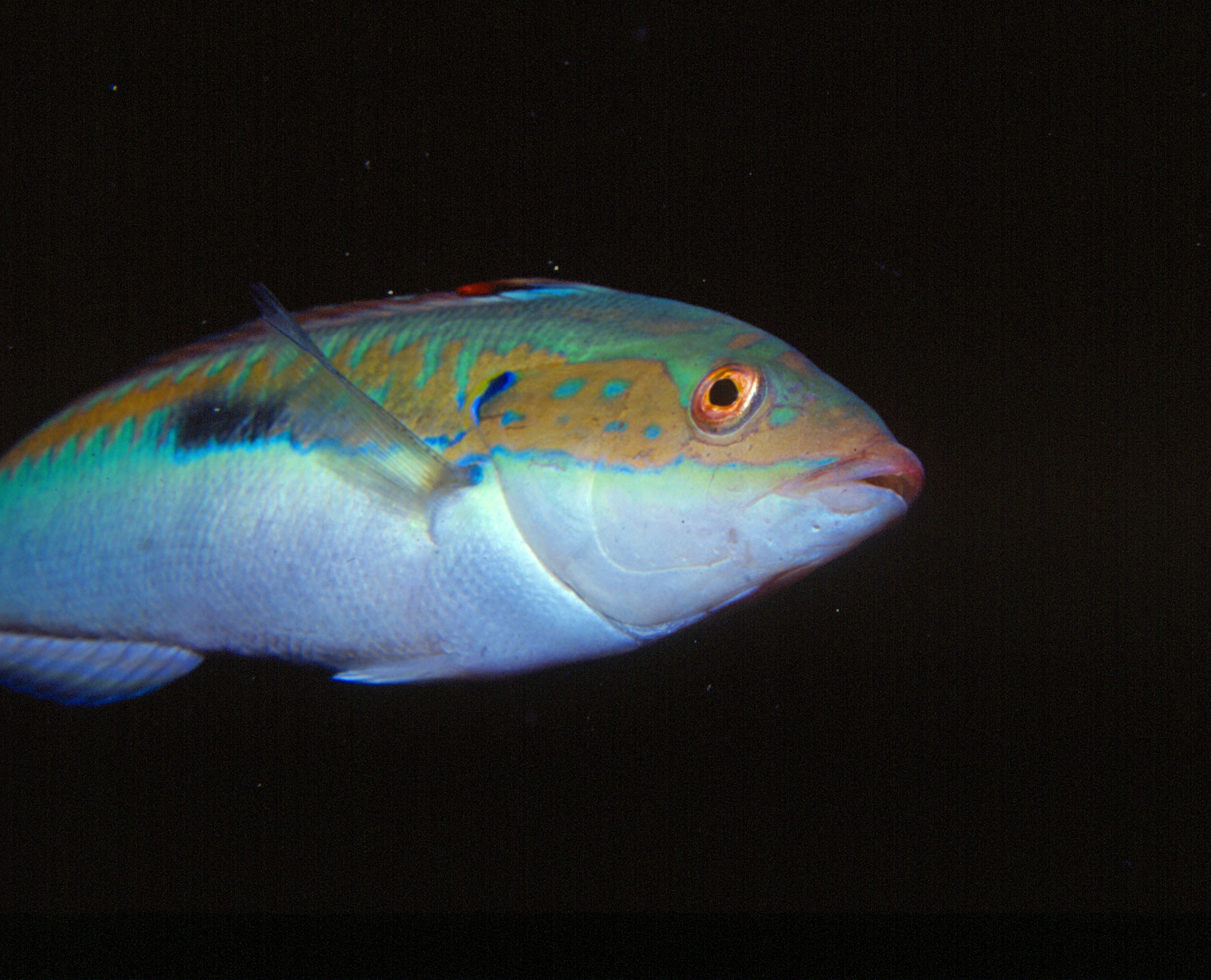
Coris Julis
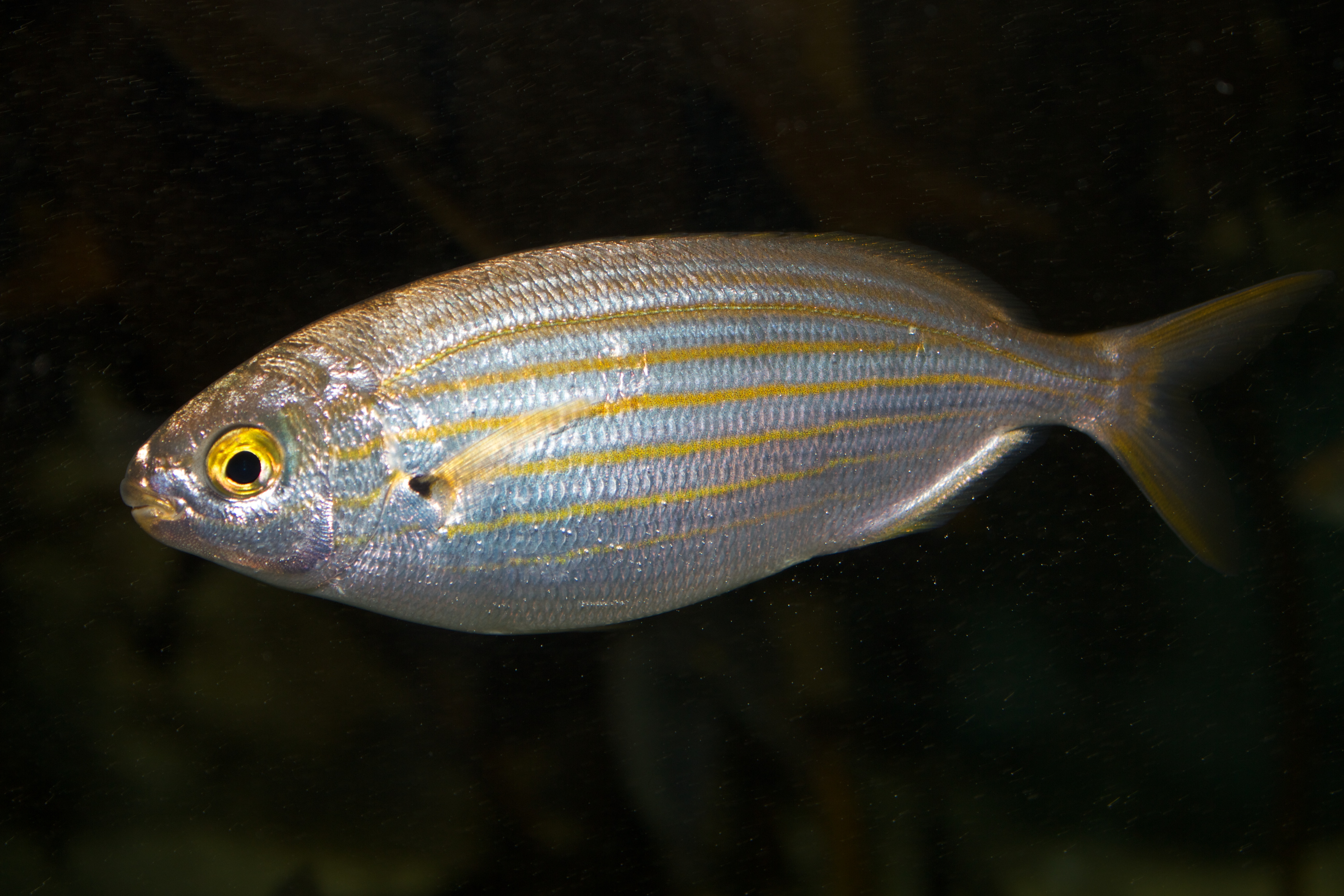
Sarpa salpa

### Flore
L'un des oiseaux endémiques des Açores, le puffin de Cory, n'arrivait plus à s'implanter sur l'îlot qui était envahi, sur sa partie occidentale, par le roseau géant Arundo donax (dont le sol est parsemé de Gramineae) qui n'est pas endémique des Açores et qui a été implanté à l'époque viticole de l'îlot pour créer des bordures vertes autour des vignes,. C'est lors d'une étude expérimentale sur le terrain pour essayer d'éradiquer ce roseau que 92% de l'occupation de celui-ci, présent sur 30% de l'îlot, en fut libéré; de plus, le puffin de Cory ne pondant qu'un seul œuf par an, il était important de leur redonner de l'espace pour nicher. Cette éradication a vu le jour grâce à un projet financé par la Commission européenne et coordonné par le gouvernement des Açores, la municipalité de Corvo et le Royal Society for the Protection of Birds ; ce projet LIFE était intitulé « Safe Islands for Seabirds » et visait à sauvegarder le puffin de Cory, entre 2009 et 2013. Pour réaliser cette éradication convenablement, c'est-à-dire sans détruire les habitats du puffin, un herbicide a été spécialement conçu juste pour le roseau. Pour une question de sécurité de l'animal, il fut appliqué au début que sur les hauteurs de l'île (c'est en effet à cet endroit que le puffin de Cory se reproduit),. Ce travail a été réalisé sur une courte période en raison des conditions météorologiques et maritimes. Une fois les roseaux morts, ils sont coupés et utilisés comme tapis naturels sur l'îlot pour ralentir l'érosion des sols.
Outre le roseau, il y a une présence de neuf autres espèces végétales invasives couvrantes 45% de la surface de l'îlot. Parmi elles, on peut citer le Metrosideros tomentosa, avec ses feuilles persistantes et sa hauteur de huit mètres de hauteur formant une petite forêt sur le versant du Grand Îlot ; dans cette forêt, on trouve aussi une vigne (Vitis labrusca),, trace du passé viticole de l'îlot. Les huit autres espèces végétales se propagent à une moindre vitesse et sont donc moins abondantes.
En ce qui concerne les plantes indigènes qui n'ont pas été menacées par la présence des roseaux, on trouve la Festuca petraea (en), la Myrica faya, l'Erica scoparia azorica,,, l'Euphoria azorica, le Juncus acutus, le Laurus azorica,, la Spergularia azorica et l'Asplenium marinum.

Espèces végétales endémiques de l'îlot et des Açores en général
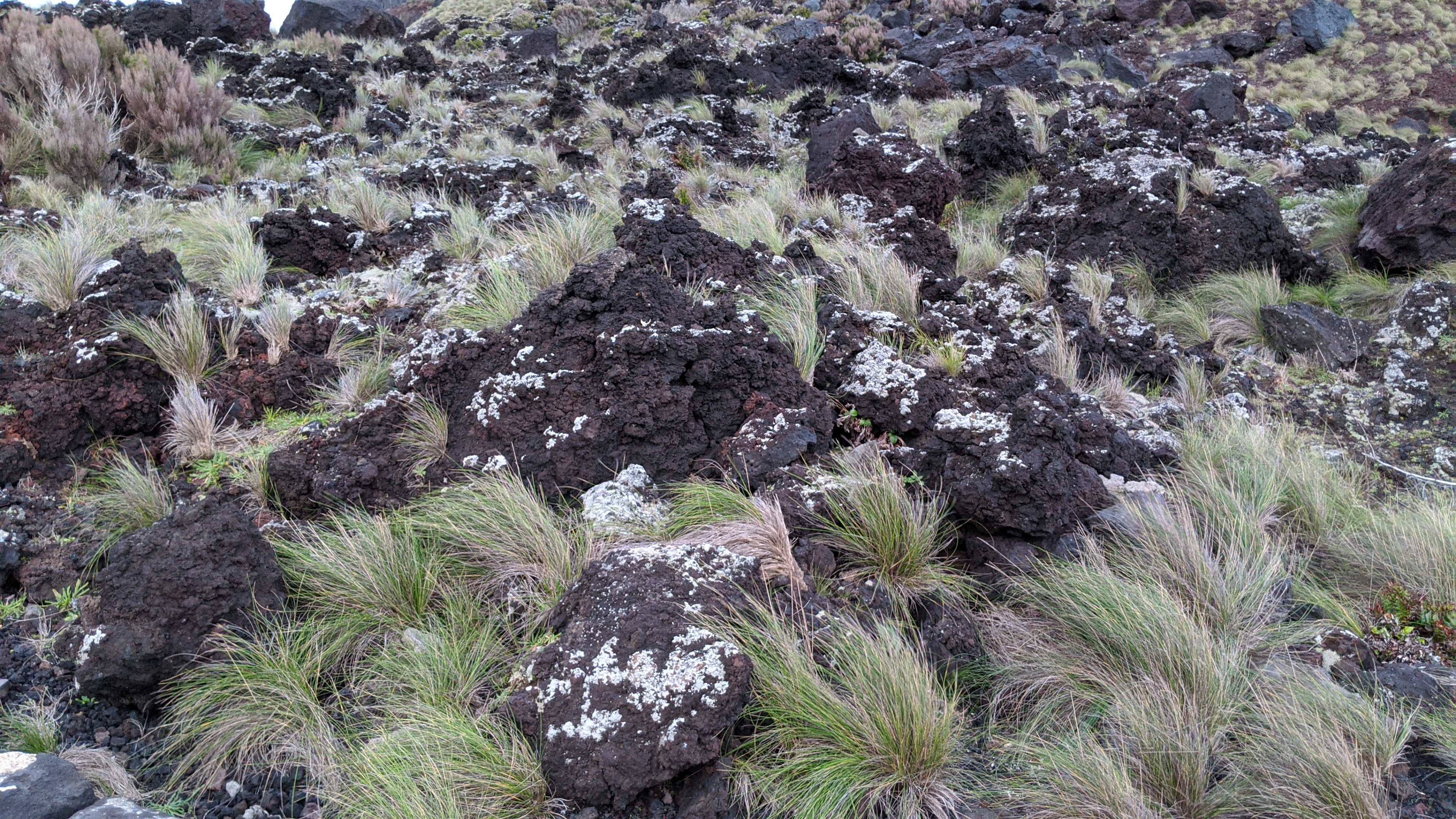
Festuca petraea
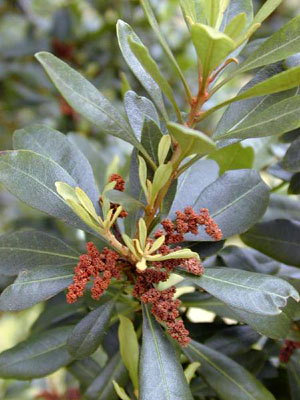
Myrica faya
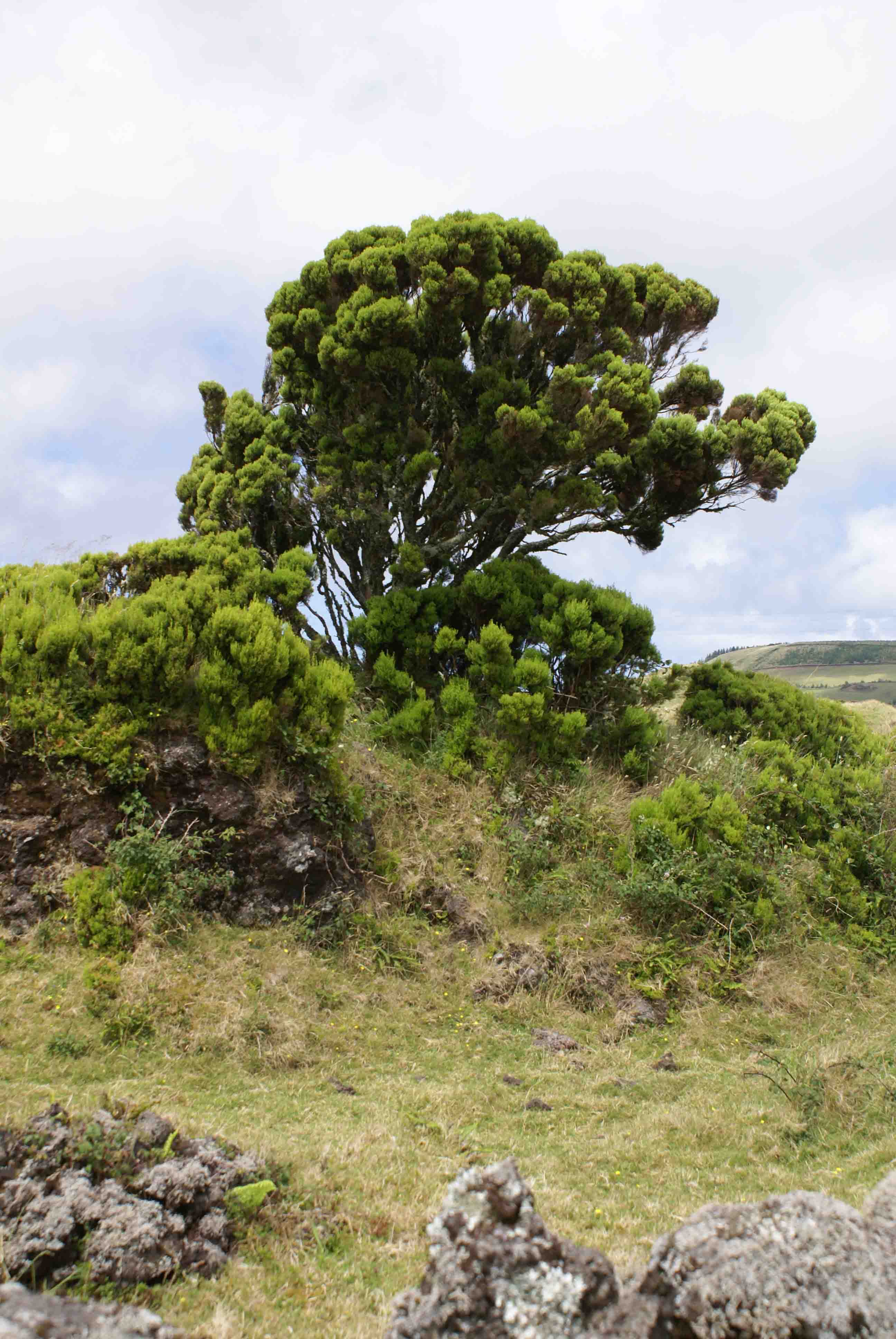
Erica scoparia azorica
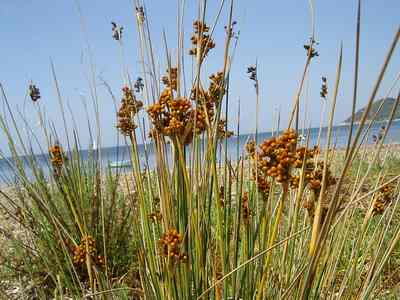
Juncus acutus
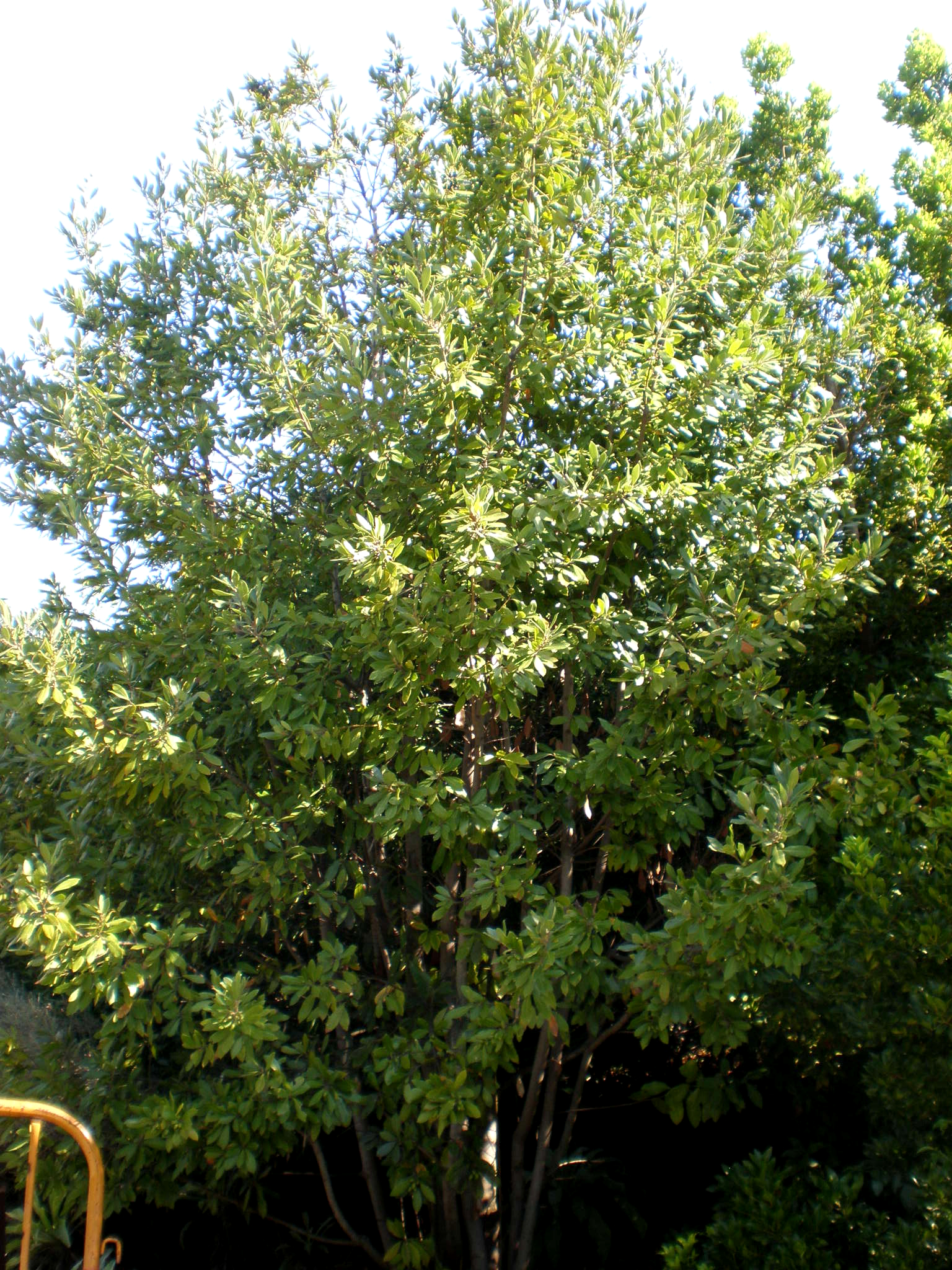
Laurus azorica

Pour la flore aquatique, dans la zone intertidale à l'intérieur de l'îlot, on trouve des algues gazonnées, des algues vertes et des algues coralliennes, mais aussi le Solidago sempervirens, le Crithmum maritimum, le Tolpis succulenta, l'Azorina vidalii et le Myosotis maritima (en) qui sont des espèces de plantes à fleurs ; sur le côté extérieur de l'îlot, on retrouve les mêmes espèces ainsi que la Pterocladia capillacea, plus connue sous le nom d'algue rouge, et qui a contribué à l'essor d'une industrie locale de production d'agar-agar. Dans la zone submergée, on y trouve des algues Frondose (en) mais aussi des algues rouges, des Spongites yendoi et des Lithophyllum corallinae.